# جيم والاس (لاعب كرة قاعدة)
جيم والاس (بالإنجليزية: Jim Wallace)‏ هو لاعب كرة قاعدة أمريكي، ولد في 14 نوفمبر 1881 في بوسطن في الولايات المتحدة، وتوفي في 16 مايو 1953 في رفير في الولايات المتحدة.

## وصلات خارجية
- جيم والاس على موقعبيزبول رفرنس.كوم (الدوري الرئيسي) (الإنجليزية)
- جيم والاس على موقعبيزبول رفرنس.كوم (الدوري الثانوي) (الإنجليزية)